# Erhard Hinrichs
Erhard Walter Hinrichs (* 1954) ist ein deutscher Sprachwissenschaftler und Computerlinguist. Er ist Professor für Allgemeine und Computerlinguistik an der Eberhard-Karls-Universität Tübingen und Senior Researcher im Department of Digital Linguistics/Research Infrastructures des Leibniz-Instituts für Deutsche Sprache.

## Laufbahn
Hinrichs studierte Englisch und Evangelische Theologie an der Uni Tübingen (bis 1981) und danach Linguistik an der Ohio State University, worin er 1985 den Ph.D. erhielt.
Hinrichs begann seine akademische Karriere als Assistant Professor am „Department of Linguistics“ der University of Illinois in Champaign-Urbana von 1987 bis 1990. In dieser Zeit war er auch Fellow des „Beckman Institute for Advanced Science and Technology“ an derselben Universität. Anschließend war er von 1989 bis 1990 als Gastprofessor für Computerlinguistik und Semantik an der Universität des Saarlandes tätig.
Im Jahr 1991 wurde Hinrichs Professor für Allgemeine und Computerlinguistik an der Eberhard-Karls-Universität Tübingen, wo er seitdem tätig ist. Zwischen 1996 und 1997 war er Dekan der Neuphilologischen Fakultät und zwischen 2004 und 2010 war er Prodekan der Fakultät. Hinrichs war auch von 1997 bis 2016 als Gastprofessor am „Department of Linguistics“ der Ohio State University tätig. Im Herbst 2024 ging er in den Ruhestand.
Seit 2019 ist Hinrichs Senior Researcher im „Department of Digital Linguistics/Research Infrastructures“ des Leibniz-Instituts für Deutsche Sprache in Mannheim. Er war bis September 2024 wissenschaftlicher Sprecher von Text+  seit dessen Gründung 2021 und koordinierte den Verbund zusammen mit Philipp Wieder.

## Forschung
Hinrichs Forschung konzentriert sich auf formale Grammatiktheorie, Semantik und Pragmatik natürlicher Sprachen, Computerlinguistik und Sprachtechnologie. Er hat zahlreiche wissenschaftliche Publikationen veröffentlicht und war an verschiedenen nationalen und internationalen Forschungsprojekten beteiligt (u. a. als Forschungsleiter bei CLARIN-D). Hinrichs ist auch bekannt für seine Arbeit im Bereich der Entwicklung von Sprachressourcen und -werkzeugen für verschiedene Sprachen, insbesondere für das Deutsche und Englische.

## Publikationen (Auswahl)
- Doktorarbeit: A compositional semantics for Aktionsarten and NP reference in English. 1985, OCLC 13767914.